# Чуар
Чуа́р (перс. چوار‎) — небольшой город на западе Ирана, в провинции Илам. Входит в состав шахрестана Илам.
На 2006 год население составляло 5 574 человека.
Альтернативные названия: Чавар (Chavar), Каничевар (Kānī Chavār), Чевар (Chavār).

## География
Город находится на севере Илама, в горной местности западного Загроса, на высоте 970 метров над уровнем моря.
Чуар расположен на расстоянии приблизительно 10 километров к северо-западу от Илама, административного центра провинции и на расстоянии 500 километров к юго-западу от Тегерана, столицы страны.